# Say Hello, Wave Goodbye
"Say Hello, Wave Goodbye" é uma canção da dupla britânica Soft Cell, lançada como single de seu álbum de estreia, Non-Stop Erotic Cabaret, em janeiro de 1982. Chegou ao terceiro lugar na parada de singles do Reino Unido.
Em 1991, a faixa foi remixada por Julian Mendelsohn e lançada como "Say Hello, Wave Goodbye '91" para promover a coletânea Memorabilia – The Singles, chegando à posição 38 na parada britânica. Marc Almond, vocalista da Soft Cell, regravou seu vocal para essa versão. Foi classificada como a 65.ª na lista de 100 melhores canções de 1982 da revista Rolling Stone e como 12.ª na lista de 40 melhores canções synth-pop da revista Classic Pop.

## Outras versões
Os versos "Take your hands off me / I don't belong to you" ("tire suas mãos de mim / eu não pertenço a você") foram utilizados na canção "Será", da banda brasileira Legião Urbana.
A canção foi regravada pelo cantor britânico David Gray para o álbum White Ladder, de 1998. Foi o quinto e último single do álbum e chegou à posição 26 na parada britânica.